# Houéko
Houéko ist ein Arrondissement im Departement Zou in Benin. Es ist eine Verwaltungseinheit, die der Gerichtsbarkeit der Kommune Covè untersteht.

## Demographie
Gemäß der Volkszählung von 2013 hatte Houéko 3598 Einwohner, davon waren 1686 männlich und 1912 weiblich.

## Geographie und Verwaltung
Das Arrondissement liegt als Teil des Departements Zou im Süden des Landes. Es setzt sich aus den fünf Dörfern Agnangan, Houndo, Hounviguèli, Yénawa und Zoungoudo zusammen.